# Karl Strasser (Entomologe)
Karl (Carlo) Strasser (* 26. Juni 1903 in Triest; † 16. Oktober 1981 in Triest) war ein italienischer Entomologe und Experte für Doppelfüßer.

## Leben

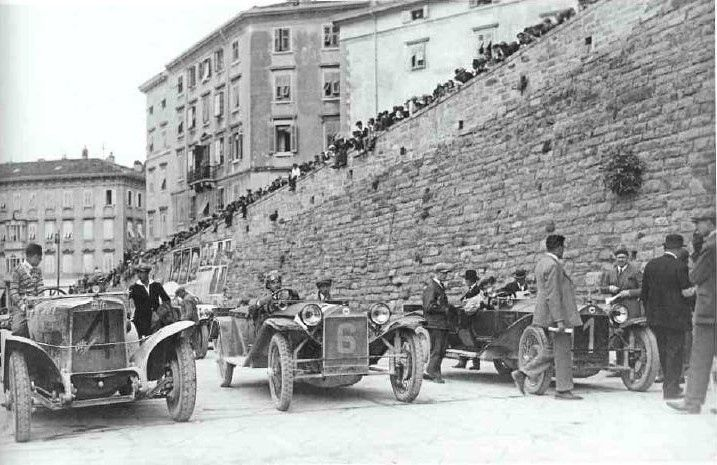
Strasser im Wagen Nr. 4 bei einem Bergrennen in Triest 1927, bei dem er den 4. Platz belegte.

Er wurde in Triest als Sohn des Deutschen Otto Strasser aus Aulendorf bei Stuttgart und der Italienerin Giulia Sickenberger aus Mailand geboren. Seine Kindheit verbrachte er in Triest, bevor seine Familie am Ende des Ersten Weltkriegs nach Wien fliehen musste. Hier schloss er 1921 das Realgymnasium mit der Matura ab. Im gleichen Jahr kehrte er in seine Geburtsstadt zurück und trat in die Firma seines Vaters ein. 1931 heiratete er Herta Wandling, eine gebürtige Triesterin österreichischer Herkunft, mit der er drei Söhne hatte. Im Zweiten Weltkrieg meldete er sich freiwillig zum Kriegsdienst und wurde in Sizilien, Afrika, auf Kreta und anderswo als Dolmetscher zwischen Deutschen und Italienern eingesetzt. Er geriet in Gefangenschaft, aus der er 1946 nach Tarvis zurückkehrte, wo er wieder mit seiner Familie zusammentraf.

## Wirken
In Triest entdeckte er bald seine Begeisterung für das Bergsteigen und die Höhlenkunde und begann mit dem Sammeln von Tausendfüßern (Myriapoda). Auf Anraten von Josef Müller begann er mit deren systematischer Erforschung. Dabei wurde er zu Beginn von dem deutschen Zoologen und Entomologen Karl Wilhelm Verhoeff angeleitet, mit dem er Exkursionen in die Toskana und auf Elba unternahm. Im Laufe der Jahre entwickelte sich Karl Strasser ohne akademische Ausbildung zu einem international anerkannten Experten für Diplopoden, „der einen unermesslichen Beitrag zur Erforschung der europäischen Tausendfüßler geleistet hat.“ Zahlreiche Arten sind nach ihm benannt. 
Er war Mitglied der International Society for Myriapodology und wurde 1967 korrespondierendes Mitglied der Senckenbergischen Naturforschenden Gesellschaft in Frankfurt. 1968 erhielt er ein Ehrendoktorat der Universität Innsbruck. Einer seiner Schüler war der Innsbrucker Zoologe Konrad Thaler.

## Schriften
- Über nordfriauler Diplopoden, Atti del Museo civico di storia naturale di Trieste 13 (3): 35-104 (1937) ISSN 0365-1576
- Ein neuer Höhlen-Diplopode von Piemont, Annalen des Naturhistorischen Museums in Wien 62, 259-262 (1958) ISSN 0083-6133 (zobodat.at [PDF]).
- Phänologische Studien an Diplopoden und Bemerkungen über einige nordadriatische Arten, Annalen des Naturhistorischen Museums in Wien 63, 461-467 (1959) ISSN 0083-6133 (zobodat.at [PDF]).
- Die Diplopoden (Tausendfüßler) von Kärnten, Carinthia II 149 (69), 58-84 (1959) ISSN 0374-6771 (zobodat.at [PDF]).
- Über österreichische Attemsiiden (Diplopoda Ascospermophora), Annalen des Naturhistorischen Museums in Wien 68, 553-583 (1964) ISSN 0083-6133 (zobodat.at [PDF]).
- Über Diplopoden Bulgariens, Annales Zoologici 23 (12) (1966) ISSN 0003-4541
- Ein Typhloiuline aus den Nördlichen Kalkalpen (Diplopoda Symphyognatha), Berichte des naturwissenschaftlichen-medizinischen Verein Innsbruck 55 (145), 153 (1967) ISSN 0379-1416
- Über griechische Diplopoden (Griechenland, Korfu, Kreta, Ost-Ägäis), Senckenbergiana biologica, 51 (3-4): 235-253 (1970) ISSN 0037-2102
- Über einige Diplopoden aus dem westlichen Kaukasus, Revue Suisse De Zoologie 77, 199-205 (1970) ISSN 0035-418X